# Cour du Bel-Air
Ne doit pas être confondu avec Villa du Bel-Air.
La cour du Bel-Air est  située dans le 12e arrondissement de Paris et plus précisément dans le quartier administratif des Quinze-Vingts.

## Situation et accès
Cette voie privée est située dans le faubourg Saint-Antoine.

## Origine du nom
Cette voie doit son nom à l’hôtel du Bel-Air qui y était situé lors de sa création.

## Historique
La cour du Bel-Air a probablement été ouverte au XVIIe siècle,.

## Description
Les deux courettes de la cour du Bel-Air présentent des façades à trois étages envahies de vigne vierge et de lilas. Les pavés de la première cour auraient servi à la compagnie des Mousquetaires-Noirs de la caserne voisine, ce qui fait que la cour est parfois surnommée la « cour des Mousquetaires ».

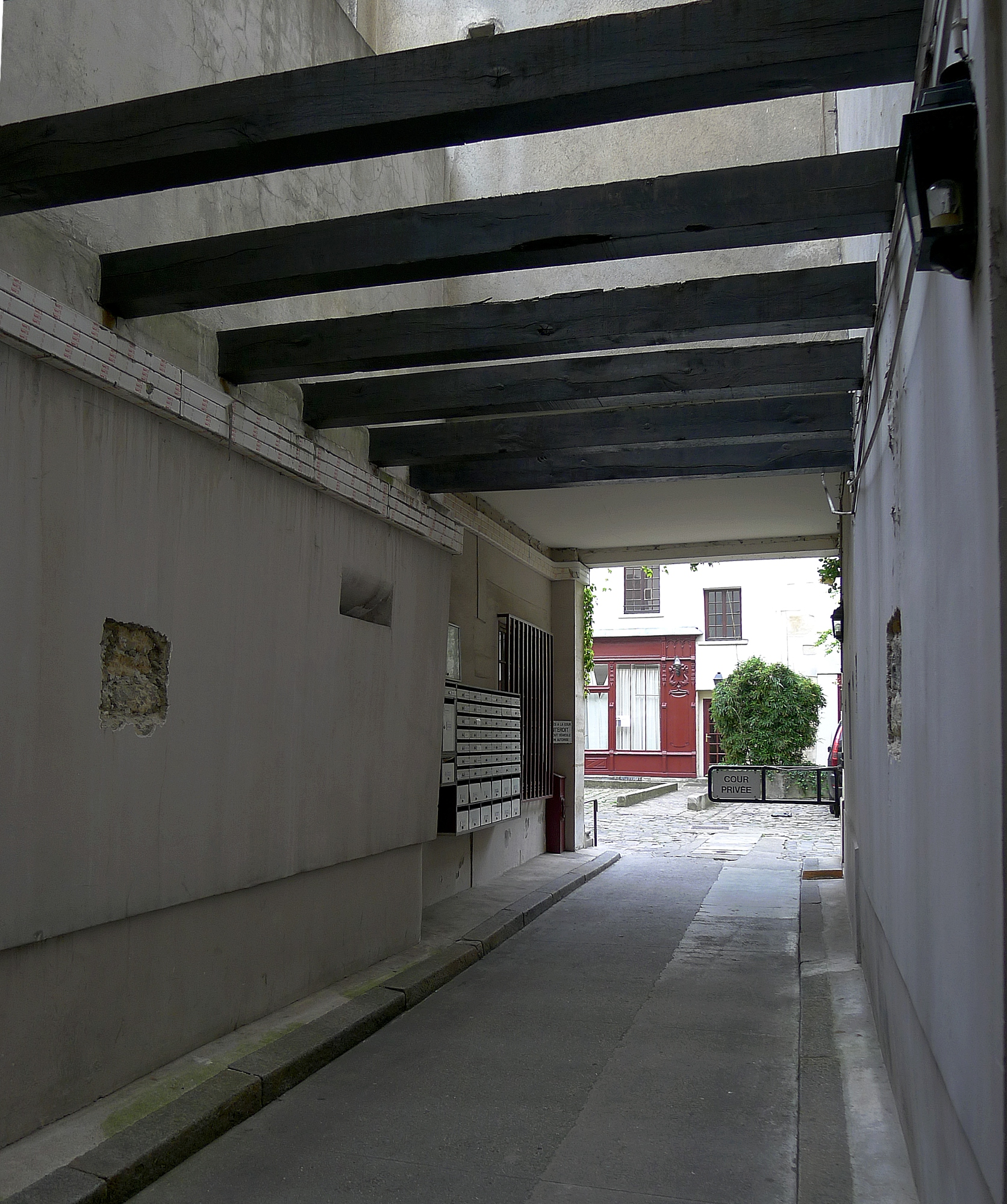
Couloir d'accès à la cour du Bel-Air.
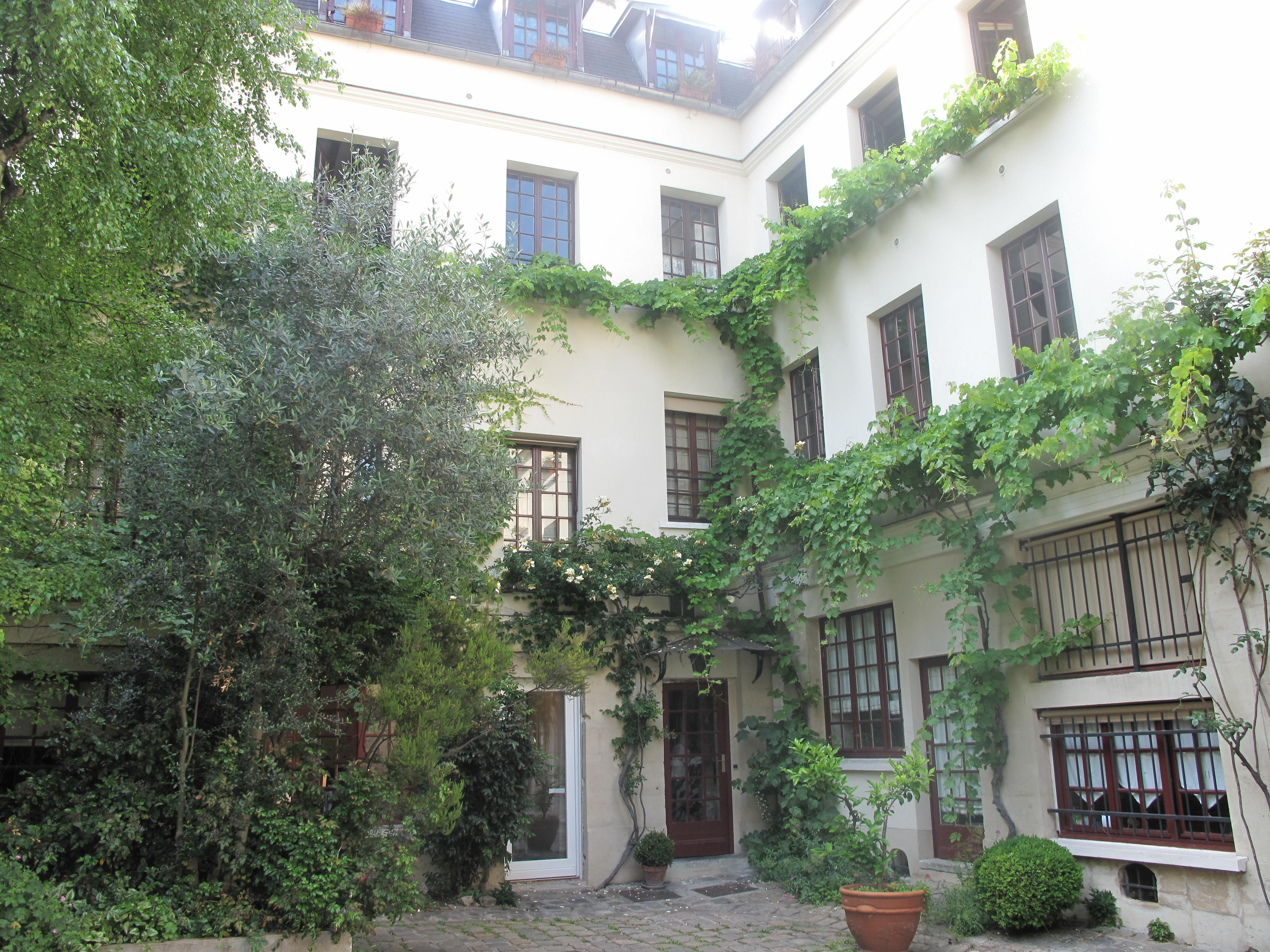
Maisons de la cour du Bel-Air.